# Mascarosa I d'Armanyac
Mascarosa de Lomanha I d'Armanyac, morta el 1245, va ser comtessa d'Armanyac amb el Fesenzac de 1243 a 1245. Era filla del comte Guerau V d'Armanyac.
Es va casar amb el seu cosí Arnau II Odó, vescomte de Lomanha, i van tenir a:
- Mascarosa II († 1256), comtessa d'Armagnac amb el Fesenzac, casada el 1255 amb Esquivat de Chabanès.[2]

Va succeir al seu germà Bernat V el 1243, però un cosí, Guerau, vescomte de Fesenzaguet, va estimar que els comtats no podien ser tinguts per una dona i en va discutir la possessió. Va seguir una guerra entre Guerau d'una banda, sostingut per Ramon VII de Tolosa i després per Alfons de Poitiers, i d'altra banda Arnau Odó i Mascarosa, sostinguts pel rei Enric III d'Anglaterra; el resultat no es va decidir més que per la mort sense fills de Mascarosa II el 1245.